# روغن‌ماهی بنفش
روغن‌ماهی بنفش (نام علمی: Antimora rostrata) نام یک گونه از سرده روغن‌ماهیان بنفش است.